# Astia Walker
Astia Walker, född den 4 april 1975, är en jamaicansk före detta friidrottare som tävlade i kortdistanslöpning och i häcklöpning.
Walker deltog vid VM 1997 i Aten på 100 meter häck och tog sig till semifinalen där hon emellertid blev utslagen. Hon deltog även vid Olympiska sommarspelen 2000 på 200 meter men blev utslagen redan i försöken. 
Vid VM 2001 blev hon utslagen i kvartsfinalen på 100 meter. Däremot blev hon tillsammans med Juliet Campbell, Merlene Frazer och Beverly McDonald bronsmedaljör på 4 x 100 meter. 
Hon blev även silvermedaljör vid Samväldesspelen 2002 på 4 x 100 meter. 

## Personliga rekord
- 100 meter - 11,28
- 200 meter - 22,79
- 100 meter häck - 12,82